# Osiedle Sitarska-Kępy
Osiedle Sitarska-Kępy – jedno z 12 osiedli (jednostek pomocniczych gminy), na jakie podzielone jest miasto Biłgoraj.

## Dane ogólne
Osiedle Sitarska-Kępy znajduje się we wschodniej części Biłgoraja. Sąsiaduje ze Śródmieściem (od strony zachodniej), Roztoczem i Rapami (od strony północnej) oraz Ogrodami (od strony południowej). Po stronie wschodniej osiedle sięga granicy miasta i lasów Puszczy Solskiej. 
Północną granicę osiedla wyznacza ulica Zamojska w ciągu drogi wojewódzkiej nr 858. Po stronie zachodniej osiedle sięga ulicy Długiej, a od południa ogranicza je zabudowa ulicy Jana Kochanowskiego.
Obszar osiedla Sitarska-Kępy w większej części zajmuje regularna sieć ulic, przy których skoncentrowane jest budownictwo jednorodzinne. We wschodniej części osiedla, przy granicy miasta, jeszcze znajdują się stopniowo zabudowywane łąki i nieużytki. Według Miejscowego Planu Zagospodarowania Przestrzennego tereny te docelowo także są w większości przeznaczone dla domów jednorodzinnych.
Przy ulicy Adama Gorajskiego znajduje się obszar ogrodów działkowych o powierzchni ok. 4,59ha; między ulicą Zamojską i aleją 400-lecia zlokalizowane są obiekty przemysłowe, wykorzystywane przez przedsiębiorstwo Black Red White S.A. Przy wspomnianej alei 400-lecia znajduje się też budynek Samorządowego Przedszkola Nr 2. W kilku miejscach na terenie osiedla znajdują się obiekty o charakterze sportowo-rekreacyjnym, m.in. boiska i korty tenisowe.
Pierwszy człon nazwy osiedla odnosi się do ulicy Sitarskiej, która upamiętnia tradycyjny fach rzemieślniczy, wykonywany dawniej przez mieszkańców Biłgoraja.
Organem uchwałodawczym osiedla jako jednostki pomocniczej gminy miejskiej Biłgoraj jest Rada Osiedla. Organ wykonawczy to Zarząd Osiedla.

## Informacje historyczne
Od momentu lokacji Biłgoraja w drugiej połowie XVI w. obszar dzisiejszego osiedla stanowił niezabudowaną przestrzeń, położoną za wschodnią granicą miasta. Teren ten był zagospodarowany jako łąki, pastwiska i ogrody miejskie aż do XX w.
Na przełomie XIX i XX w. dawną drogę gospodarczą, która dotąd obiegała miasto od wschodu, przekształcono w ulicę. Obecnie nosi ona miano Długiej i stanowi zachodnią granicę osiedla. W 1914 wybudowano kolej wąskotorową, która łączyła Biłgoraj ze Zwierzyńcem. Jej przebieg był tutaj południkowy: biegła prawie równolegle do ulic Długiej oraz Zamojskiej; w ten sposób odcinała od miasta większą część obszaru obecnego osiedla.
W okresie międzywojennym (1918-1939) teren obecnego osiedla, odseparowany od miasta przez torowiska kolejowe, nie uległ większym przemianom, tzn. nie powstała tu żadna zabudowa. Budownictwo rozwinięte było tylko przy północnej granicy osiedla, wzdłuż ulicy Zamojskiej.
Na przełomie lat 50. i 60. XX w. przy ulicy Zamojskiej powstały niewielki obszar o charakterze przemysłowym; w czasach PRL (do 1989) był to jeden z oddziałów zakładów dziewiarskich Mewa, a obecnie miejsce to wykorzystuje przedsiębiorstwo Black Red White S.A.
W pierwszej połowie lat 70. XX w. zlikwidowano wspomnianą wyżej kolej wąskotorową. W miejscu dawnych torowisk kolejowych wytyczono obecną aleję 400-lecia. Wtedy dopiero rozpoczął się proces szybkiej urbanizacji obszaru osiedla. W latach 80. XX w. wytyczono i wybudowano większą część obecnie istniejących ulic.
Osiedle Ogrody jako jednostkę podziału administracyjnego w obecnym kształcie formalnie powołano do życia Uchwałą Rady Miasta w Biłgoraju z dnia 25 sierpnia 2004.